# Escala OO
Los modelos de ferrocarril a escala OO (también denominada escala 00; "cero-cero") son los más populares en el Reino Unido. Este calibre de vía es uno de los estándares de la escala de 4 mm (4 mm por 30,4 cm; o 1:76,2), siendo el único que es comercializado por los principales fabricantes. El ancho de vía OO de 16,5 mm es inexacto para la escala de 4 mm, por lo que  han surgido otros anchos de la misma escala para satisfacer mejor los deseos de algunos modelistas para obtener una mayor precisión de escala.

## Origen
Bing lanzó ferrocarriles a escala Doble-0 en 1921, con la denominación 'The Table Railway' (El Ferrocarril de Mesa), que utilizaba vías de 16,5 mm (0,65 pulgadas), empleando una escala de 4 mm por cada pie. En 1922, aparecieron los primeros modelos de prototipos británicos. Inicialmente, todas las locomotoras funcionaban con mecanismos de cuerda, pero los primeros modelos eléctricos aparecieron en el otoño de 1923.
La escala OO reproduce los modelos con una proporción de 4 mm = 1 pie (1:76), pero utilizando vías de la escala HO (de calibre 16,5 mm), es decir, de 3,5 mm = 1 pie (1:87). Esta combinación se produjo debido a la dificultad de adaptar los mecanismos de cuerda y los motores eléctricos de los primeros modelos británicos (que eran más pequeños que los de las locomotoras del resto de Europa y de los Estados Unidos equivalentes) a la cada vez más popular escala HO. Una solución rápida y barata fue ampliar la escala del modelo a 4 mm por cada pie, pero manteniendo en 3,5 mm el ancho de vía. Esto también permitió más espacio para modelar el sistema de engranajes de las válvulas externas. El ancho de vía HO resultante de 16,5 mm representa 4 pies y 1,5 pulgadas a la escala de 4 mm por pie; esto es, 7 pulgadas por debajo de su medida real; o lo que es lo mismo, resulta demasiado estrecho por aproximadamente 2,33 mm en el modelo. 
En 1932 cerró la compañía Bing, pero la nueva compañía Trix siguió fabricando el Table Railway. Trix decidió usar el nuevo estándar HO, que es aproximadamente la mitad del calibre europeo 0 (escala 1:43). 
En 1938, la Compañía Meccano lanzó una nueva gama de modelos OO bajo el nombre comercial de Hornby Dublo; el calibre OO ha seguido siendo la escala más popular en el Reino Unido desde entonces.
En los Estados Unidos, Lionel Corporation introdujo una gama de modelos OO en 1938. Pronto siguieron otras compañías, pero no resultó popular y permaneció en el mercado solo hasta 1942. El calibre OO fue rápidamente eclipsado por la escala HO. La gama OO de Lionel utilizaba un ancho de vía de 19 mm, resultando un ancho de vía equivalente a 1448 mm, más ajustado a la proporción de escala real. Actualmente, la escala OO no goza de gran popularidad en los Estados Unidos.

## OO en la actualidad
El calibre OO sigue siendo la escala más popular para el modelado de ferrocarriles en Gran Bretaña, debido a la disponibilidad inmediata de piezas y de paquetes de iniciación listos para funcionar. Este sector está dominado en el Reino Unido por Hornby Railways y por Bachmann Branchline. Otros fabricantes de material rodante o locomotoras listas para funcionar son Dapol, Heljan, Peco, ViTrains y anteriormente Lima. Otras escalas, con la posible excepción del calibre N, carecen de la variedad y la asequibilidad de los productos listos para usar en el Reino Unido. La calidad de los modelos OO ha mejorado con el tiempo.

## Escalado y precisión
El calibre de vía de 16,5 mm a la escala de 4 mm por 1 pie, implica que la vía representa un ancho de (1257 mm), 7 pulgadas (178 mm) más estrecho que el ancho estándar de 1435 mm (4' 81/2"). Esta diferencia es particularmente notable cuando se observa la vía longitudinalmente. Como el mercado de las vías está principalmente dominado por la escala HO, el tamaño y el espaciado entre las traviesas están diseñados para la escala HO y, por lo tanto, son de menor tamaño. 
El calibre OO también se usa para representar el ancho irlandés de 1600 mm, donde es unos 340 mm demasiado estrecho. 
Aunque pueden funcionar en las mismas vías, los modelos OO y HO del mismo material rodante no encajan bien, ya que los modelos OO son más grandes que el equivalente HO. 
Estas diferencias han llevado al desarrollo de los estándares de escala fina del calibre EM y los estándares P4. Sin embargo, es posible crear modelos usando la escala OO con estándares que no alcanzan la escala fina.
En común con la mayoría de los modelos de ferrocarriles prácticos de cualquier escala (y no relacionados con la inexactitud del calibre OO) se han fijado las siguientes soluciones de compromiso: las curvas son a menudo más precisas que las máquinas, y generalmente no están en transición, particularmente cuando se usan sistemas de "set-track" (relaciones de 1 = 371 mm, 2 = 438 mm, 3 = 505 mm, 4 = 571,5 mm). El voladizo de los vehículos largos significa que las entrevías están sobredimensionadas para evitar colisiones en las curvas con vías adyacentes, hasta 65 mm (para el conjunto de vías (reducido a 50 mm para Peco Streamline)). El  sobreescalado del ancho de las ruedas y de las pestañas es usado en los modelos más populares (pero particularmente en modelos más antiguos), y estos requieren un perfil de riel sobreescalado y espacios mucho más grandes en los desvíos, que a menudo se reducen de longitud para ahorrar espacio.

## Estándares de escala fina de 4 mm
Muchos modelistas experimentados encuentran que el estándar OO produce una apariencia de "vía estrecha" cuando el modelo se ve de frente. Es posible una mayor precisión utilizando el calibre EM o la vía P4, más cercana a la escala exacta. 
Si bien las vías flexibles está disponibles para los calibres EM y P4 (de fabricantes como C&L Finescale, SMP y The P4 Track Company), los cruces de vía no están disponibles, por lo que este trabajo debe ser realizado por el modelista. Los conjuntos de piezas y herramientas necesarios están disponibles en las marcas antes mencionadas, entre otras. Varios de estos paquetes también están disponibles para los modelos OO en los que se desea una vía más realista, ya que la mayoría de las vías listas para usar están escaladas a HO y no representan ningún prototipo británico (el espaciado entre las traviesas está demasiado cerca para la escala). El calibre EM posee bridas y rebordes ligeramente sobreescalados en desvíos y cruces; el estándar P4 está más cerca de la escala, pero las bridas más pequeñas proporcioban una representación más pobre de la vía.

### Otras escalas de modelismo ferroviario
- Escalas de modelado de transporte ferroviario

### Escalas relacionadas
- OO9: Calibre usado para modelar ferrocarriles de vía estrecha de 2 pies (610 mm) en escala de 4 mm por pie
- OOn3: Utilizado para modelar ferrocarriles de vía estrecha de 3 pies (914 mm) en escala de 4 mm por pie
- HO: Escala de 3,5 mm  por pie usando el mismo calibre de 16,5 mm (0,65") que la escala 00.
- EM: Escala de 4 mm por pie, usando una vía de 18,2 mm (0,717").
- P4: Un conjunto de estándares que usan una vía de 18,83 mm (0,741") (escala del ancho de vía estándar precisa).
- 00-SF: Utiliza una vía de 16,2 mm (0,638") con los juegos de ruedas 00 normales. Permite tolerancias de la vía más estrictas que el estándar EM sin la necesidad de recalibrar las ruedas.

### Fabricantes
- Kitmaster: kits de plástico locomotoras, material rodante y edificios.
- Airfix : compró la gama Kitmaster y la vendió bajo la marca Airfix hasta que la compañía Airfix original cerró en 1981. Algunas de sus máquinas de fabricación fueron destruidas, pero Dapol (qv) compró el resto. La mayoría de los vehículos militares Airfix también están a escala 1:76.
- Bachmann Branchline: uno de los mayores fabricantes de conjuntos de iniciación 00.
- Dapol: Produce kits y vagones listos para usar.
- Heljan: Produce una pequeña cantidad de locomotoras y vagones.
- Hornby Railways: uno de los mayores fabricantes de conjuntos 00 listos para usarse.
- Lima: modelos 00 económicos listos para funcionar. Comprada por Hornby.
- Peco: produce una amplia gama de vías.